# Конашевич, Василий Петрович
Василий Петрович Конашевич (1860—1915, Казань, Российская империя) — член организации «Народная воля», участник убийства инспектора секретной полиции жандармского подполковника Г. П. Судейкина.

## Биография
По образованию учитель. Преподавал в школе в Полтаве (по другим данным был народным учителем в Черниговской губернии). Увлёкся народническими идеями и стал членом партии «Народная воля». По заданию партии вместе со Стародворским был направлен в Санкт-Петербург с целью убийства жандармского подполковника Г. П. Судейкина. После убийства Судейкина 16 декабря 1883 года скрылся.
3 января 1884 года арестован киевской полицией с взрывчаткой при подготовке к террористическому акту. По распоряжению директора Департамента полиции МВД В. К. Плеве этапирован в Санкт-Петербург. Под тяжестью улик сознался в убийстве. На судебном «Процессе двадцати одного» «Народной воли» в июне 1887 года приговорён к смертной казни, заменённой бессрочной каторгой, отбывал наказание в Петропавловской, с 1887 года — в Шлиссельбургской крепостях. Заболел психическим заболеванием: возомнил себя гетманом Конашевичем-Сагайдачным, непрестанно пел романсы; 10 лет пробыл душевнобольным в крепости.
2 августа 1896 года был переведён в Казанскую психиатрическую больницу, где скончался в 1915 году.